# 猫被り
「猫被り」（ねこかぶり）は、須田景凪の楽曲。デジタル配信限定シングルとしてunBORDE（ワーナーミュージック・ジャパン）より2022年4月1日に各音楽配信サービスにてリリースされた。

## 概要
前作「ゆるる」から約1年3か月ぶりのリリースとなり、曲名になぞらえた「スーパー猫の日」である2022年2月22日に本作についての情報が公開された。
ジャケット写真は、アニメーションMV制作や、グッズ・アパレルコラボなどの活動を行っているイラストレーターsakiyamaにより手掛けられている。
2023年5月24日発売の3rdアルバム『Ghost Pop』には未収録となっている。

## 収録曲と規格
| #  | タイトル   | 作詞・作曲 | 編曲     | 時間 |
| -- | ---------- | ---------- | -------- | ---- |
| 1. | 「猫被り」 | 須田景凪   | 須田景凪 | 3:03 |